# Change Islands
Change Islands är öar i Kanada.   De ligger i provinsen Newfoundland och Labrador, i den östra delen av landet, 1 700 km öster om huvudstaden Ottawa. Ögruppen består av de två öarna Change Island och Diamond Island och kringliggande småöar.